# Copiopteryx montei
Copiopteryx montei är en fjärilsart som beskrevs av Gagarin 1933. Copiopteryx montei ingår i släktet Copiopteryx och familjen påfågelsspinnare. Inga underarter finns listade i Catalogue of Life.